# Пальма ди Чеснола, Луиджи
Луиджи Пальма ди Чеснола (итал. Luigi Palma di Cesnola) — американский военный и археолог итальянского происхождения, известный своими исследованиями на острове Кипр.

## Биография
Луиджи Пальма ди Чеснола родился 29 июня 1832 года в Ривароло (около Турина, Пьемонт, Сардинское королевство). В 1843—1848 гг. учился в Королевской военной академии в Турине. С 17 лет служил в Армии Сардинии. В 1851 году окончил Королевскую военную академию в Чераско. Участвовал в Крымской войне.
В 1860 году ди Чеснола эмигрировал в США, где женился на Мэри Изабель Рэйд, дочери комодора Сэмюэла Честера Рейда (1783—1862), героя Англо-американской войны 1812—1814 гг.
Поступив на военную службу, отличился во время Гражданской войны и дошёл до чина бригадного генерала. Награждён высшей военной наградой США - Медалью Почёта.
Будучи в 1865 году назначен американским консулом на острове Кипре, он занялся археологическими исследованиями и раскопками в разных его пунктах (в Курионе, Идалионе и проч.), увенчавшимися блестящим успехом. Им найдено огромное количество статуй, ваз, светильников, золотых изделий, надписей и других памятников, в высшей степени важных для истории древнейшей поры искусства. Собрание этих находок с 1872 года составляет в Нью-Йорке особый музей имени Чеснолы. По возвращении своём на Кипр, Чеснола продолжал производить раскопки столь же плодотворно, как и прежде, и изложил результаты своих изысканий в сочинениях: «Cyprus, its ancient cities, tombs and temples» (Лондон, 1877; немецкое изд.: Йена, 1879) и «History, treasures and antiquities of Salamis» (Лондон, 1882; 2-е изд., 1884).
В 1879—1904 гг. ди Чеснола был директором Музея Метрополитен в Нью-Йорке. Умер в Нью-Йорке 21 ноября 1904 года.